# Halowe Mistrzostwa Europy w Lekkoatletyce 1976 – bieg na 400 m kobiet
Bieg na 400 metrów kobiet – jedna z konkurencji biegowych rozgrywanych podczas halowych lekkoatletycznych mistrzostw Europy w  Olympiahalle w Monachium. Eliminacje i półfinały zostały rozegrane 21 lutego, a bieg finałowy 22 lutego 1976. Zwyciężyła reprezentantka Republiki Federalnej Niemiec Rita Wilden, która w finale ustanowiła nieoficjalny halowy rekord świata. Tytułu zdobytego na poprzednich mistrzostwach nie broniła Verona Elder z Wielkiej Brytanii.

## Rezultaty

### Eliminacje
Rozegrano 3 biegi eliminacyjne, do których przystąpiło 10 biegaczek. Awans do półfinału dawało zajęcie jednego z pierwszych dwóch miejsc w swoim biegu (Q). Skład półfinałów uzupełniły dwie zawodniczki z najlepszym czasem wśród przegranych (q).
Opracowano na podstawie materiału źródłowego.
Bieg 1
| Miejsce | Zawodniczka          | Czas  | Uwagi |
| ------- | -------------------- | ----- | ----- |
| 1       | Ludmyła Aksionowa    | 54,53 | Q     |
| 2       | Éva Tóth             | 54,96 | Q     |
| 3       | Catherine Delachanal | 55,71 |       |

Bieg 2
| Miejsce | Zawodniczka          | Czas  | Uwagi |
| ------- | -------------------- | ----- | ----- |
| 1       | Jelica Pavličić      | 54,44 | Q     |
| 2       | Dagmar Fuhrmann      | 54,57 | Q     |
| 3       | Rosine Wallez        | 54,61 | q     |
| 4       | Patricia Darbonville | 55,69 | q     |

Bieg 3
| Miejsce | Zawodniczka    | Czas  | Uwagi |
| ------- | -------------- | ----- | ----- |
| 1       | Rita Wilden    | 54,00 | Q     |
| 2       | Inta Kļimoviča | 54,09 | Q     |
| 3       | Helen Ritter   | 59,53 | NR    |

### Półfinały
Rozegrano 2 biegi półfinałowe, w których wystartowało 8 biegaczek. Awans do finału dawało zajęcie jednego z dwóch pierwszych miejsc w swoim biegu (Q).
Opracowano na podstawie materiału źródłowego.
Bieg 1
| Miejsce | Zawodniczka     | Czas  | Uwagi |
| ------- | --------------- | ----- | ----- |
| 1       | Jelica Pavličić | 53,31 | Q     |
| 2       | Inta Kļimoviča  | 53,31 | Q     |
| 3       | Dagmar Fuhrmann | 53,36 |       |
| 4       | Éva Tóth        | 53,99 |       |

Bieg 2
| Miejsce | Zawodniczka          | Czas  | Uwagi |
| ------- | -------------------- | ----- | ----- |
| 1       | Rita Wilden          | 54,17 | Q     |
| 2       | Ludmyła Aksionowa    | 54,37 | Q     |
| 3       | Rosine Wallez        | 55,39 |       |
| 4       | Patricia Darbonville | 57,30 |       |

### Finał
Opracowano na podstawie materiału źródłowego.
| Miejsce | Zawodniczka       | Czas  | Uwagi |
| ------- | ----------------- | ----- | ----- |
| 1       | Rita Wilden       | 52,26 | WR    |
| 2       | Jelica Pavličić   | 52,47 | NR    |
| 3       | Inta Kļimoviča    | 52,80 | NR    |
| 4       | Ludmyła Aksionowa | 53,60 |       |